# Catocala blandula
Catocala blandula là một loài bướm đêm thuộc họ Erebidae. Nó được tìm thấy ở Nova Scotia phía tây đến miền trung Alberta, phía nam đến Pennsylvania và Wisconsin.
Sải cánh dài 42–50 mm. Con trưởng thành bay từ tháng 7 đến tháng 9 tùy theo địa điểm.
Ấu trùng ăn Amelanchier, Malus sylvestris và Crataegus.

## Phụ loài
Catocala blandula manitobensis, recorded from Manitoba, is now considered a synonym.